# Santa Cruz Ocotlán
Santa Cruz Ocotlán är en ort i Mexiko.   Den ligger i kommunen Palmar de Bravo och delstaten Puebla, i den sydöstra delen av landet, 170 km öster om huvudstaden Mexico City. Santa Cruz Ocotlán ligger 2 199 meter över havet och antalet invånare är 146.
Terrängen runt Santa Cruz Ocotlán är varierad. Runt Santa Cruz Ocotlán är det ganska tätbefolkat, med 185 invånare per kvadratkilometer. Närmaste större samhälle är Tecamachalco, 15,7 km väster om Santa Cruz Ocotlán. Trakten runt Santa Cruz Ocotlán består till största delen av jordbruksmark.